# عبد الرضا بتور
عبد الرضا بتور نحات عراقي من أشهر نحاتي البصرة ولد في مدينة التنومة. درس في معهد الفنون الجميلة في البصرة.

## أعماله
- تمثال العامل في ساحة أم البروم_العشار_البصرة (عام 1970)
- تمثال عرب وأكراد في ساحة سعد (سابقا)
- تمثال الدولفين (الأكاديمية البحرية)
- تمثال الطالب والطالبة في التنومة (1968)

## وفاته
توفي بعد صراع مع المرض دام لعدة سنين حتى قضى أجله في يوم 14 أبريل 2016.